# Luigi Menghini
Luigi Menghini (n. 1946) este un scriitor italian de literatură științifico-fantastică. A scris romane ca Reazione a catena (1977), Il regno della Nube (1979), L'assedio (1981), Il messaggio dei Calten (1982), Il mio amico Stone (1985) și Iseneg!.
Romanul Reazione a catena a fost tradus de Camelia Stănescu-Ursuleanu ca Reacție în lanț în 1995 și publicat de Editura Nemira în Colecția Nautilus nr. 53.  Vasile Sichitiu a tradus alte trei romane ale sale care au fost publicate de Editura Brâncuși în Colecția Science Fiction. Il mio amico Stone a fost tradus ca Mercenarii rațiunii și a fost publicat în 1992. L'assedio a fost tradus ca Asediul și a fost publicat în 1993. Romanul Iseneg! a fost tradus ca Azeneg! și a fost publicat în 1993.

## Lucrări scrise

### Romane
- Reazione a catena (Cosmo. Collana di Fantascienza 70, Editrice Nord, 1977)[2][1]
  - ro.: Reacție în lanț - Editura Nemira, București. 1995. Traducere de Camelia Stănescu-Ursuleanu. ISBN 973-9144-73-X[2]
- Il regno della Nube  (Cosmo. Collana di Fantascienza 94, Editrice Nord, 1979)[2][1]
- L'assedio  (Cosmo. Collana di Fantascienza 108, Editrice Nord, 1981)[2][1]
  - ro.: Asediul (1993)- Editura Brâncuși, Târgu Jiu, 1993. Traducere de Vasile Sichitiu. ISBN 973-9043-12-7[2]
- Il messaggio dei Calten  (Cosmo. Collana di Fantascienza 123, Editrice Nord, 1982[2][1] )
- Il mio amico Stone  (Cosmo. Collana di Fantascienza 154, Editrice Nord, 1985)[2][1]
  - ro.: Mercenarii rațiunii - Editura Brâncuși, Târgu Jiu, 1992. Traducere de Vasile Sichitiu. ISBN 973-9043-06-2[2]
- Iseneg!  (L'ultima terra oscura, Due Famosi Romanzi di Fantascienza 10, Editrice Nord, 1990)[2][1]
  - ro.: Azeneg! (1993)- Editura Brâncuși, Târgu Jiu, 1993. Traducere de Vasile Sichitiu. ISBN 973-9043-14-3[2]

## Povestiri
- „Saggia decisione” (1978)[1]
- „Drakar l'eterno” (1985)[1]
- „L'uccisore di draghi” (1988)[1]

## Legături externe
- Luigi Menghini la goodreads.com